# Průzkum veřejného mínění
Průzkum veřejného mínění je druh sociologického výzkumu, jehož cílem je zjistit rozložení určitých názorů v populaci či konkrétní části společnosti. Průzkumy veřejného mínění se pravidelně provádějí a publikují v mnoha zemích. Zaznamenávají nejen míru podpory politických stran a kandidátů, ale mapují také širokou škálu názorů veřejnosti na sociální a politické otázky. Výstupy výzkumů jsou často publikovány v tisku, on-line a elektronických médiích.
Veřejná diskuse o průzkumech veřejného mínění nebývá vždy dostatečně informovaná. Předvolební kampaně jsou často plné střetů, názorů a emocí. Tak se často stává, že terčem útoku se stane i kvalitně provedený výzkum, který se opírá o vědecky pojatá pravidla vedení výzkumu veřejného mínění. Výklad výsledků výzkumu nelze totiž zúžit na jakési číslo, na jehož základě se spolehlivě predikují výsledky voleb, které se budou konat třeba za několik měsíců. Výzkum (pokud to není tzv. exit poll) lze spíše chápat jako snímek názorů občanů v okamžiku dotazování. Několik takových výzkumných snímků pak může být užitečných pro demokratickou debatu o trendech ve voličských názorech a chování.
V České republice se výzkumem veřejného mínění zabývají různé soukromé i veřejnoprávní subjekty. Při interpretaci zjištění výzkumného šetření je třeba si mimo jiné uvědomit kdo a proč daný výzkum financuje a zadává. Může se jednat o veřejnoprávní subjekt, který realizuje šetření pro vědecké potřeby, případně takové šetření stát financuje v rámci podpory celospolečenské debaty o uspořádání společnosti. Zadavatelem výzkumu mohou být média, případně jsou výzkumy realizovány politickým uskupením jako podpora strategického rozhodování. Některé výzkumné agentury realizují výzkumy se smíšeným obchodním modelem, například realizují sběr dat pro akademické účely a zároveň závěry výzkumného šetření nabízí mediálním domům.
V České republice se veřejně publikovanými výzkumy veřejného mínění pravidelně zabývá například Centrum pro výzkum veřejného mínění, agentury Median, Kantar TNS a STEM.
Provádí se tím způsobem, že vyškolený pracovník agentury (tzv. tazatel) předloží vybraným lidem (tzv. respondentům) otázku a nabídne možnosti odpovědi (většinou jsou to: ano – spíše ano – ne – spíše ne – nevím). Spolehlivost průzkumu závisí na výběru respondentů, to je buď zcela náhodně (někdy i zastavováním lidí na ulici – tzv. bleskový průzkum), nebo tak, aby rozložení některých vlastností respondentů (např. věk, vzdělání, náboženství, bydliště apod.) v jejich počtu odpovídalo rozložení těchto vlastností v populaci. Respondentů obvykle bývá kolem tisíce, u bleskových průzkumů, které jsou méně spolehlivé, i kolem tří set.
Méně fundovanou formou průzkumu veřejného mínění, kterou užívají a obvykle si i samy vytváří většinou média, kde není kladen takový důraz na výběr respondentů, je anketa.
Výzkumy veřejného mínění jsou poměrně hojně sledované zvláště před volbami. Někteří mediální teoretici a sociologové v čele s Paulem Felixem Lazarsfeldem ale tvrdí, že zveřejňování průzkumů může ovlivnit část nesebevědomých voličů.

## Předvolební průzkumy
V České republice se mezi výzkumníky ustálilo několik pojmenování pro jednotlivé typy politických a předvolebních průzkumů:
- Stranické preference nepředpovídají volební výsledky, ale o odraz oblíbenosti politických stran. Do výsledků se zahrnují odpovědi všech respondentů, i těch, co nechtějí volit.

- Volební model je pravděpodobně nejbližší odhad, jak by dopadly volby. Zahrnuje pouze odpovědi respondentů, kteří půjdou volit. Nezapočítávají se odpovědi nerozhodnutých voličů ani respondentů, kteří chtějí k volbám, ale nevědí, koho volit.

- Voličské preference je kombinace stranických preferencí a volebního modelu. Výsledky zahrnují i odpovědi respondentů, kteří nevědí, zda půjdou k volbám.

- Volební prognóza je co nejpřesnější odhad volebních výsledků. Jedná se o sofistikovaný výpočet, jehož metodiku agentury nezveřejňují.

- Stranické sympatie je celkový obraz vztahu lidí k politickým stranám. Nezohledňuje, zda půjdou volit, nebo jen sympatizují.

- Volební potenciál říká, kolik hlasů by strana získala, pokud by se k ní přiklonili všichni, kdo zvažují její volbu. Respondent může uvést více politických stran současně. Zahrnuti jsou všichni, kteří nevylučují svou účast ve volbách, tedy i nerozhodnutí. Současně bývá zveřejňováno volební jádro, tedy podíl voličů pevně rozhodnutých pro danou stranu.